# Jonah Falcon
Jonah Adam Cardeli Falcon (Brooklyn, Nueva York, 29 de julio de 1970) es un actor y presentador de televisión estadounidense. Llamó la atención internacional en 1999, después de afirmar que tenía el pene más grande del mundo, que, de acuerdo a él, mide 34 cm (13,5 pulgadas) de largo cuando está erecto; Falcon no ha autorizado ni permitido la verificación independiente de esta cifra. En años posteriores desde su fama original, han surgido contendientes más creíbles para el título no oficial del «pene más grande del mundo», como Matt Barr (con más de 14 pulgadas, se convierte en el hombre del pene más grande del mundo, hecho confirmado por estudios médicos independientes), y Roberto Cabrera (aunque se demostró que este último es en gran parte solo por su prepucio).

## Biografía y carrera

### 1970-1988: primeros años
Jonah Adam Cardeli Falcon nació el 29 de julio de 1970 en el Hospital Greenpoint, ubicado en Brooklyn, Nueva York, siendo hijo de Cecilia Cardeli, una empleada de contabilidad, y de Joe Falcon, un marinero que murió dos años después del nacimiento de Falcon. Ha afirmado en ocasiones que su padre biológico era la estrella pornográfica, John Holmes, que era famoso por el tamaño de su pene. También ha asegurado tener documentación que prueba este linaje, pero los miembros de la familia de Holmes han desestimado esta afirmación, y él, por su parte, no ha presentado ninguna prueba.
Cuenta que cuando estaba en quinto grado, sus compañeros de escuela vieron su pene, que en ese momento medía ocho pulgadas (20 cm) de largo, mientras se cambiaba en el baño. Falcon afirma que pudo realizarse una autofelación a los diez años, y que a esa edad, un vecino mayor le habló de él a una mujer de dieciocho años, y arregló su primera experiencia sexual con otra persona. A los doce, entró a estudiar a una escuela localizada en Harlem del Este. Comentó que en séptimo grado, su pene había crecido hasta 9,5 pulgadas (24 cm) en posición erecta, y a los quince, medía 27 cm (10,5 pulgadas). Posteriormente, se apuntó en la escuela secundaria Bronx High School of Science, de la que se graduó en 1988.

### 1988-2013: incursión artística
Después de graduarse de la escuela secundaria, Falcon buscó convertirse en actor y escritor y se inscribió en una universidad estatal para estudiar teatro. A pesar de sus aspiraciones, Falcon hizo poco más en el transcurso de los siguientes siete años excepto socializar en clubes nocturnos, donde salía y ocasionalmente encontraba una pareja sexual. Se dice que tuvo hasta 1,500 citas cuando tenía 25 años, y 3,000 a los 29, la mayoría de las cuales eran mujeres.
A menudo viaja a Los Ángeles y Europa, donde se aloja en casa de amigos y «admiradores», y ha aceptado dinero a cambio de sexo, diciendo: «Le quité 500 dólares a una señora de Upper East Side por posar en ropa interior para unas Polaroids. Me ofrecieron 1.000 dólares sólo para que alguien lo chupara y yo dije: '¿Por qué no?' Realmente se trata de mi ego. Mi ego es más grande que mi sexualidad.» Justo antes de cumplir los 27 años, Falcon decidió renovar sus aspiraciones actorales, asistiendo a talleres de actuación y haciendo cola en audiciones para obtener papeles.
Falcon presentó un programa de llamadas de televisión por cable de una hora de duración dedicado a los New York Yankees, llamado Talkin' Yankees Hosted by Jonah Falcon, en MNN, un canal de televisión por cable de acceso público emitido por Time Warner Cable de Manhattan. Su programa era incesantemente parodiado por Sal Governale y Richard Christy de The Howard Stern Show. Falcon, un invitado frecuente en el programa de Stern, lanzó un sencillo con Adam Barta titulado, «It's Too Big», y lo interpretó con Barta en el programa del 19 de junio de 2013.
Cuando Falcon apareció en The Daily Show el 2 de marzo de 2010, Samantha Bee intentó convencerlo para que entrara a la industria pornográfica. Él se negó, diciendo que sería «la salida más fácil» y que deseaba seguir una carrera como actor más decente. En abril de 2011, apareció en la serie documental de TLC, {strange}SEX.

### 2013-presente: proyectos y vida posterior
En 2013, apareció en el documental UnHung Hero. Ha aparecido como extra en programas de televisión como Melrose Place, The Sopranos y Law & Order. También apareció en un papel no acreditado como un paciente mental en la película A Beautiful Mind, de 2001.
Falcon suele tener largos periodos de desempleo; trabajó como editor en jefe para Stooge Gaming.

## Anatomía
Falcon obtuvo cobertura en medios después de aparecer en el documental de HBO Private Dicks: Men Exposed, lanzado en 1999 (filmado por Meema Spadola y Thom Powers), en el que 25 hombres fueron entrevistados desnudos para hablar sobre sus penes. Rolling Stone publicó un artículo en 2003, en 2003, que informó que el pene de Falcon medía 9,5 pulgadas (24 cm) de largo cuando estaba flácido, y 13,5 pulgadas (34 cm) de largo cuando estaba erecto.
Al ponerse y estar en erección, una gran cantidad de sangre fluye hacia su pene, y de acuerdo a Falcon, provoca mareos. En enero de 2006, Falcon apareció en un documental titulado The World's Biggest Penis, emitido por el canal de televisión británico Channel 4. El 2 de marzo de 2010, apareció en el programa The Daily Show, donde afirmó que puede envolver completamente el pomo de una puerta con su prepucio.
El 9 de julio de 2012, Falcon dijo que fue detenido por oficiales de la Administración de Seguridad en el Transporte en el Aeropuerto Internacional de San Francisco (SFO), debido al gran bulto que se apreciaba en sus pantalones. Según Falcon, después de pasar por un detector de metales y un escáner corporal, fue seleccionado para un examen adicional, tras lo cual fue liberado y se le permitió tomar su vuelo.
En 2014, Falcon aceptó donar su pene a la Faloteca islandesa (el Museo del Pene), cuando fallezca.

## Vida personal
Debido a asuntos de trabajo, suele vivir con su madre en la ciudad de Nueva York. En una entrevista de 2003, Falcon declaró que su relación romántica más larga con una mujer duró un año. Cuando lo entrevistó la revista Out, identificó su orientación sexual como bisexual.
Falcon es hijo único y creció en una casa de cuatro pisos en Brooklyn con una familia numerosa que incluía primos, tías, tíos, abuelos y bisabuelos. Vivió con su abuela en Puerto Rico durante tres años, entre los seis y los nueve años, antes de regresar a la ciudad de Nueva York.

## Filmografía

### Cine
| Año  | Título                 | Papel                                 | Notas         |
| ---- | ---------------------- | ------------------------------------- | ------------- |
| 1995 | Mercy                  | Borracho asqueroso (disgusting drunk) | No acreditado |
| 1996 | Eddie                  | Fan de los Knicks                     | No acreditado |
| 1997 | A, B, C... Manhattan   | Músico                                | No acreditado |
| 2001 | A Beautiful Mind       | Paciente mental                       | No acreditado |
| 2002 | Death to Smoochy       | Hombre                                | No acreditado |
| 2002 | City by the Sea        | Empleado de comida rápida             | No acreditado |
| 2006 | Just My Luck           | Padrino de boda                       | No acreditado |
| 2006 | The Good Shepherd      | Mesero                                | No acreditado |
| 2007 | Across the Universe    | Protestador                           | No acreditado |
| 2017 | The Greatest Showman   | Empleado de oficina                   | No acreditado |
| 2018 | The Story of Our Times | Weeaboo                               | Telefilme     |
| 2018 | Vice                   | Ganadero                              | No acreditado |
| 2019 | Boy Genius             | Hombre en cena                        | No acreditado |
| 2019 | Tree #3                | Tim (técnico de iluminación)          | Cortometraje  |
| 2019 | Seberg                 | Reportero francés                     | No acreditado |
| 2020 | The Half of It         | Feligrés                              | No acreditado |

### Televisión
| Año       | Título                                       | Papel                                      | Notas |
| --------- | -------------------------------------------- | ------------------------------------------ | --- |
| 1998      | Melrose Place                                | Mesero                                     | No acreditado Temporada siete, episodio seis: «Buona Sera, Mr. Campbell: Part 1» Temporada siete, episodio siete: «Buona Sera, Mr. Campbell: Part 2» Temporada siete, episodio ocho: «The World According to Matt»      |
| 1999      | Law & Order: Special Victims Unit            | Jurado                                     | No acreditado Temporada uno, episodio seis: «Sophomore Jinx» |
| 2000      | Yanky Panky                                  | El hombre con el pene más grande del mundo | |
| 2000–2001 | Ed                                           | Barfly                                     | No acreditado Temporada uno, episodio nueve: «Your Life Is Now» Temporada dos, episodio cuatro: «Crazy Time» |
| 2003      | Law & Order                                  | Jurado #2                                  | No acreditado Temporada catorce, episodio tres: «Patient Zero» |
| 2006      | Los Soprano                                  | Dave                                       | No acreditado Temporada seis, episodio cuatro: «The Fleshy Part of the Thigh» |
| 2013      | Zero Hour                                    | Shepherd                                   | No acreditado Temporada uno, episodio siete: «Sync» |
| 2016      | The Blacklist                                | Rehén                                      | No acreditado Temporada cuatro, episodio cinco: «The Lindquist Concern (No. 105)» |
| 2016      | Gotham                                       | Barman                                     | No acreditado Temporada tres, episodio once: «Mad City: Beware the Green-Eyed Monster» |
| 2017      | Bull                                         | Reparador sospechoso                       | No acreditado Temporada uno, episodio catorce: «It's Classified» |
| 2017      | Full Frontal with Samantha Bee               | Reportero de Skype                         | No acreditado Temporada dos, episodio siete: «Not the White House Correspondents' Dinner» |
| 2017      | Law & Order True Crime: The Menendez Murders | Robert Philibosian                         | Temporada uno, episodio siete |
| 2017      | The Punisher                                 | Cadete                                     | No acreditado Temporada uno, episodio cuatro: «Resupply» |
| 2021–2022 | Power Book III: Raising Kanan                | Detective del distrito 117                 | No acreditado Temporada uno, episodio ocho: «The Cost of Business» Temporada uno, episodio nueve: «Loyal to the End» Temporada uno, episodio diez: «Paid in Full» Temporada dos, episodio uno: «The More Things Change» |